# 世界的中心、針山先生
《世界的中心、針山先生》（日语：世界の中心、針山さん），日本輕小說作家成田良悟的作品，在電擊文庫發售，插畫是エナミカツミ、ヤスダスズヒト。

## 概要
於雜誌連載的短篇作品。在被單行本化的時候，好像完全無關的短篇，在單行本加入的新寫的短篇，成為以一個長篇完結的形態。在個別短篇作品中，也有『敬啟者，光之勇者大人』這樣的以Bad End作終結的作品。
作者明言說，這與其他作品都是同一世界觀不同，這是完全獨立的世界觀。其他作品的用語、人物、設定一概不登場。

## 大要
居住在埼玉縣所澤市的針山真吉是個連超能人也不是的普通人，但他的周圍總是有奇妙的事件發生。他在各自的事件都只不過是個配角，不過，他在多種不同的情況下被捲入到各式各樣的事件。就彷彿他就是世界的中心……

## 各話故事

### 一卷
- 都市傳說（連載於電擊hp Vol.31）

題材《都市傳說》
- 魔法少女893號（連載於電擊hp Vol.33）

題材《魔法少女》
- 敬啟，光之勇者大人（連載於電擊hp Vol.34）

題材《傳說中的勇者》
- 奇跡的中心、針山先生

題材《混成曲》

### 二卷
- 都市傳說2～計程車傳說～（連載於電擊hp Vol.39）

題材《都市傳說2》
- 第37564號的悲劇（連載於電擊hp Vol.36）

題材《雜魚戰鬥員》
- THE DON'T OF THE DEAD（連載於電擊hp Vol.43）

題材《喪屍》
- 柏木十字架的鮮紅之死

題材《戰隊英雄》

## 登場人物

### 針山家
針山 真吉
37歲。童顔的妻子、就讀小六的兒子和高二的女子的四人家庭之主。除子眼鏡號無特徵的「令人無法討厭的臉」作特色的樣貌。職業是平面設計師，工作範圍十分廣而活躍，除此以外就是凡人。
儘管完全是個凡人，但他以「配角的一人」捲進各式各樣的事件。由於那個關係，他擁有和魔法少女、極道、偶像歌星、勇者、魔王、忍者、龍、靈能力者、變身英雄等等的不尋常人脈。
由於反複遇到異常事態而變得習慣，即使陷於危機局勢依然十份冷靜。
針山 神夜
針山真吉的兒子。私立所澤祭媛小學6年1班。對人和藹可親，好奇心旺盛。
銀島 夏、時平 有紀的同班同學
針山 深冬
針山真吉的女兒。性格冷淡，說話不客氣，但其實是個哭包子。高中生，7班的學生。
與赤神 瑠流與一二三 夢羽同校同級但不同班。
針山家之妻子
名稱不明。童顔美人。

### 阿彌陀組
銀島
於《魔法少女893號》初登場。
35歲左右，臉上有刀傷。阿彌陀組的副頭。過住是東京中的一個大組織的幹部，因其執念之深而被稱為「怨靈」的武鬥派。
在20歲時，曾有一女兒，其女兒為死去的姐姐所留下，拜托其所照顧，但在因卷入了爭鬥而死亡。在遇見小夏時想起其女兒而收留她。
與惠美有婚約後，下定決心與極道決別，並收養小夏為養女。
惠美
於《魔法少女893號》初登場。
不到三十歲的和服美人。阿彌陀組的大姐頭。阿彌陀組組長的女兒。
芝里
於《都市傳說》初登場。
阿彌陀組組員。平頭，戴著太陽鏡。愛用日本刀。
有一作為新人偶像的妹妹—箕原琪玛丽，因為認為會給她添麻煩，所以斷絕關係。在房中貼有妹妹的海報。
馬薩
於《都市傳說》初登場。
阿彌陀組組員。光頭，臉上有一斜切的刀傷，耳朵只剩一隻。芝里的小弟。

### 魔法之國
小夏～魔法少女～
於《魔法少女893號》初登場。
於魔法之國脱獄的魔法少女，編號囚犯893號。孤兒。
有著能容易受到影響的精神，受到日本的動畫漫畫的影響而視自己是魔法少女。以前在針山家退治蟑螂而用魔法把針山家炸掉，其後因此事成為囚犯，被消去名稱，得到893號的編號。
在脫獄後逃至日本，於阿彌陀組的房屋墜落。
最初有一喜歡《我的太太是魔女》的組員建議，取名「薩曼莎」，但因太老氣而改為「薩瑪」，經過四天後因Summer（サマー）=夏天而改為「小夏」。
實際上是魔法之國的研究者所研究出來，以魔法所製作出來的存在。
在成為銀島養女後，於私立所澤祭媛小學就讀6年1班，與針山 神夜、時平 有紀是同班同學。
提斯
於《魔法少女893號》初登場。
小夏從魔法之國帶來的魔法生物。約有小狗大小的布偶風螳螂，懂得人類語言。
他曾經是隻真正的螳螂，因小夏的魔法而變成現在的樣子。意外地是個常識人。
魔法之國的官員
於《魔法少女893號》初登場。
於魔法之國負責司法的官員。因為有這部門而使魔法之國成為罪案稀少的和平國度。
其後查出關於囚犯893號的真相後，最高長官「法務官」（男性）與四名部下「刑務官」（女性）至日本拘捕囚犯893號企圖將她送住研究所。但因銀島的反擊導致所以魔杖被破壞，無法返回魔法之國，而被逼逗留在日本。

### 光島住民
雜魚島 將馬～魔王・闇之勇者～
於《敬啟，光之勇者大人》初登場。
光島的高中生，與瑪雅同年級兼童年玩伴。為研究日本海溝的大學生所遺棄的孩子，光島中的居民中唯一與祖先37人（36名活祭及咒術師）完全沒血緣關係。在被瑪雅父親的襲擊，反擊把其刺中令其失血死亡，被光島當成「闇」而受到狙擊。離開光島後，搬到針山家的旁邊成為鄰居。
其他與瑪雅再會，下定繼續與光島戰鬥的決意。
磯島 瑪雅～光之勇者～
於《敬啟，光之勇者大人》初登場。
光島的高中生，與將馬同年級兼童年玩伴。聽到光島的「聲」成為勇者，自稱是光之神托战士，受到納姆巴吉亞亚神大人的指引，離開光島到島外消滅雷托姆玖的魔物。「聖劍」為水果刀。
其後在所澤市重遇將馬，慢慢因將馬的關係，島的「咒縛」慢慢減弱而開始清醒。在完全清楚，「神之聲」消失後，瑪雅注意到自己的氣息變得和將馬身上的「邪氣」一樣。
神主
於《敬啟，光之勇者大人》初登場。
瑪雅的父親。向將馬說光島的歷史，認為光島的「靈魂」認識到世界的寬闊，將意識注入島上居民，令其產生自己是勇者的錯覺。將將馬當成敵人，企圖將其殺死，但反之被其誤傷，瀕死。然後得知島剛知道將馬是「闇」 ，告知其中一位光之勇者將將馬殺死，勇者的目的結束，瑪雅就會回復原狀。

### 時鐘＆傑諾賽達
No.37564～雜魚戰鬥員～
於《第37564號的悲劇》初登場。
「時鐘」的雜魚戰鬥員。過去曾多次被惡之組織捕獲，被以各種方法改造成雜魚戰鬥員多達4次，比起任何英雄都強。但是，因為他不是用自己的能力得到力量，所以他對自己的力量一直都沒自信。在成為戰鬥員、被惡之組織捕獲前，只是一個剛好捲入小混混紛爭的普通人類。
No.13871／希爾克·希克爾～戰鬥員→怪人～
於《第37564號的悲劇》初登場。
「時鐘」的女性戰鬥員，其後升職成蘭花螳螂怪人。據說會選擇改造成花螳螂型怪人（可擬態為人類）是因為自少就喜歡螳螂。
知道No.37564的強大，但對此不具任何恐懼，而進行普通接觸的少數人。
時平 有紀　～一日暴君・惡之秘密結社第二代總統～
於《第37564號的悲劇》初登場。
「時鐘」的總統，自稱「一日暴君（One day tyrant）」。私立所澤祭媛小學6年1班的學生。
繼承了時鐘前任總統，也就是父親中得到其知識和洗腦能力，並繼續總統的地位。
順帶一提，「時鐘」的象徵性標記是由針山真吉所設計的。
No.29182
於《第37564號的悲劇》初登場。
「時鐘」的雜魚戰鬥員。在一次行動中被No.37564所救，自此對No.37564十份憧憬。
在時鐘的根據地被傑諾賽達毀滅時幸運生運。
柏木 十字架～英雄～
於《第37564號的悲劇》初登場。
傑諾賽達的成員—紅。在「第37564號的悲劇」中被No.37564打倒而入院，因被No.37564拋出遠處時把針山真吉的車破壞而被當入疑犯逮捕。
與傑諾賽達其餘四位成員—黃、綠、藍、粉關係不和，完全沒團隊合作，實際是只是傑諾賽達找真正的紅前的替代品，而那位紅與其餘四位成員合作無間。在被洗腦變成紅之前是時鐘的戰鬥員。
被博士用計殺死後，被格雷及萊茵將其以活死人身份復活。以「保護孩子們的笑容」為信念，繼續採取行動。
因掘出因誤上賊車被偽裝成司機的人所殺害的少女屍體，被少女的靈體所跟著。
博士
於《柏木十字架的鮮紅之死》初登場。
統領傑諾賽達的司令官。
而實際上他上時鐘的幹部，也深得前任總統的信任，洗腦系統是與其一同開發的。
背叛時鐘，放走被時鐘捕獲的傑諾賽達的叛徒就是他。與魔法之國的官員有關聯。打算以科學解明魔法。

### 殺手
紅色編織帽、藍色編織帽
於《魔法少女893號》初登場。
丸跋組為殺銀島而雇用的殺手。
二人是兄弟，紅色編織帽是哥哥，藍色編織帽是弟弟。哥哥的做事輕率，而弟弟就很冷靜。
根據兩人的姐姐—真白所稱，兩人的真名分別是赤和青。
真白～殺手～
於《THE DON'T OF THE DEAD》初登場。
討厭「不冷不熱」的女性殺手。對殺人一事，一就是徹底公事公辦，一就是以强烈憤怒為信條。
在支配格雷和萊茵後，因討厭自己的體溫而要求二人把自己變成活死人。
紅色編織帽・藍色編織帽的姐姐。格雷和萊茵二人都是她根據家族傳統，以顏色名來取名，格雷是灰色，萊茵是彩虹色。

### 偶像
木靈～靈能力者～
於《都市傳說2～的士傳說～》初登場。
John Delta的主音的日本少女。能看見靈體。有著非常吸引力的聲線。
斯托雷爾～靈能力者～
於《都市傳說2～的士傳說～》初登場。
John Delta的成員，負責作曲的黑人巨漢。能看見靈體。
庫拉里塔斯
於《都市傳說2～的士傳說～》初登場。
John Delta的成員，負責作詞的白人。無人看見他人的靈魂，但能看到別人的相。
箕原 琪瑪麗
新人偶像。芝里的妹妹。
棺原 拉蒂
人氣女高中生偶像。十份討厭陽光，似乎是吸血鬼（深冬所說）。

### 其他
赤神 瑠流
於《都市傳說》初登場。
高校二年生。針山 深冬的鄰班同學。與一二三夢羽為朋友以上戀人未滿。夢羽以「露露」稱呼。
在斧男事件後正式成為戀人。
一二三 夢羽
於《都市傳說》初登場。
高校二年生。赤神瑠流的同學。自己一人住在公寓。瑠流には「穆」稱呼。
在斧男事件後正式成為戀人。
假斧男
於《都市傳說》初登場。
自認十份優秀，不論成績運動都一直是最好（以公立學校為准），從來沒經過過失敗，也十分害怕失敗，也因為這個原因而沒參加私立學校的考試（因私立的學生水准很高）。
以被瑠流拒絕告白為緣機，藏在夢羽的公寓中，企圖以斧頭把瑠流與夢羽殺害。
但卻去錯公寓，藏錯在極道的家中（芝里）。
斧男
於《都市傳說》初登場。
連續殺人犯。
司機
於《都市傳說2～的士傳說～》初登場。
十份害怕恐慌故事的的士司機。無意中接載了少女幽靈作乘客，差點被其殺死。
其實是平行世界—所座輪市的居民。也因為這原因，間接令少女幽靈因恐慌而消失。
少女 ～幽靈～
於《都市傳說2～的士傳說～》初登場。
被假裝成的士司機的人殺害，屍體被埋在多摩湖附近的少女之靈。
假司機 ～幽靈～
於《都市傳說2～的士傳說～》初登場。
把小學生的少女殺死（因認為區區的小學生卻乘坐的士是任性的事），其他被其少女亡靈的詛咒殺死，成為亡靈。在少女之靈到了平行世界而脫離了她，在少女的屍體被格雷與萊茵發現，把少女剩餘的靈魂喚醒，並教導如何能恢複失去的靈魂。
在當時被少女亡靈吸收情報時有部份與之混合，令少女能以此將其吸收引出自己的情報來複元自己。
格雷～死靈術師～
於《THE DON'T OF THE DEAD》初登場。
能用以屍體製作成活成人，並能自由操控的少年。由中國術者所製作的「作品」，在術者死亡後得到自由。
「格雷」這名是同居的真白所取的。
萊茵～死靈術師～
於《THE DON'T OF THE DEAD》初登場。
與格雷一樣，是由術者所製作出來的少女。製作萊茵和格雷的術者是一對競爭對手，以自己的「作品」戰鬥作為比賽來分出高下，在一次比賽中，兩名術者分別對格雷和萊茵作出「暗中殺死對方的術者」的命令，因此，兩者的術者都死亡。
得到真白取名為「萊茵」，十份喜歡這名。

## 用語解說
魔法少女893號
魔法之國
小夏的故鄉。以魔法維持治安、1500年的歷史中，只有893名犯罪者。
地獄
魔法之國的罪人所送往的地方。會把居民的魔力、體力吸收。約三百年前，這地方的一部份被召喚到針山所在的世界。也就是現在的光島。
阿彌陀組
以市的邊緣作勢力範圍的小極道組織。組長因疲而伏病在床，組織現在由副頭銀島所管理。
丸跋組
與阿彌陀組抗爭中的組織。以市區作勢力範圍。
敬啟，光之勇者大人
光島
福島縣的磐城市東面約300km遠，位於日本海溝上的離島，約15平方公里。東京都下屬，人口約2000人。
在江戸時代的中期，本土出現了已經不堪設想的饑荒（另有一說法是出現魑魅魍魎）。為了解決危機，有一咒術師遵從神諭，以36名活祭來呼喚神，而所做的結果就是從異世界中召喚出一個島。咒術師以及那36名活祭皆居住在島上，直至現代，人口增加至約2000人。
光來神社
瑪雅的家，招呼出光島的詛咒師所建做的神社。位於島的中央。
都市傳說2～的士傳說～
John Delta
由木靈、斯托雷爾和庫拉里塔斯所組成的樂隊，專輯的封面是由針山所繪制。
在後記中對甲田学人的致謝中可得知，「John Delta」是甲田学人所創作的「Missing」（電擊文庫）裡的一個人物。
幽靈
在這小說中，幽靈的定義是「特殊的情報之塊」、「電子訊號的互動結果和意識的集體」，也是闡明了詛咒的基礎。
所座輪市
平行世界中位於埼玉縣的城。在那平行世界與所澤市的世界很相似，但有著一定的差異。
第37564號的悲劇
時鐘　～惡之組織～
殲滅戰隊傑諾賽達
THE DON'T OF THE DEAD
活死人
因咒術而復活的屍體。據格雷與萊茵所說，是採用了中國、東歐・日本等複數地區的技術。
柏木十字架的鮮紅之死
獄警戰隊地獄
作品中，於電視播映的戰隊英雄作品。在西武園的英雄秀中也有表演

## 出版一覽
- （ISBN 9784840231770；2005年10月25日；封面：ヤスダスズヒト、插畫：エナミカツミ）
- （ISBN 9784840237246；2007年2月25日；封面：エナミカツミ、插畫：ヤスダスズヒト）
- （ISBN 978-4048680745；2009年10月10日；封面：ヤスダスズヒト、插畫：エナミカツミ）

## 註解
1. ↑  《魔法少女８９３號》時寫作阿巳蛇組，後寫作阿彌陀組。